# 路易斯·弗洛雷斯 (篮球运动员)
路易斯·阿尔韦托·弗洛雷斯（西班牙語：Luis Alberto Flores，1981年4月11日—），多米尼加职业篮球运动员，曾效力于NBA联盟。他在2004年的NBA选秀中第2轮第26顺位被休斯顿火箭选中。